# Крупське (Глобинський район)
Крупське — колишнє село в Україні, у Глобинській міській раді Глобинського району Полтавської області.
Село Крупське знаходилося на відстані 3 км від лівого берега річки Сухий Омельник, на відстані 1,5 км від села Старий Хутір, і — 2,5 км від міста Глобине.
Село ліквідоване в 1990 році.